# Eugène-Henri Gravelotte
Eugène-Henri Gravelotte (París, 6 de febrero de 1876-Bénodet, 23 de agosto de 1939) fue un deportista francés que compitió en esgrima, especialista en la modalidad de florete. Participó en los Juegos Olímpicos de Atenas 1896, obteniendo una medalla de oro en la prueba individual.

## Palmarés internacional
| Juegos Olímpicos | Juegos Olímpicos | Juegos Olímpicos | Juegos Olímpicos   |
| Año              | Lugar            | Medalla          | Prueba             |
| ---------------- | ---------------- | ---------------- | ------------------ |
| 1896             | Atenas (Grecia)  | Medalla de oro   | Florete individual |